# Adrian Benedyczak
Adrian Benedyczak, né le 24 novembre 2000 à Kamień Pomorski en Pologne, est un footballeur polonais qui évolue au poste de avant-centre au Parme Calcio.

## Biographie

### Débuts en Pologne
Né à Kamień Pomorski en Pologne, Adrian Benedyczak commence le football dans le club de sa ville natale, le Gryf Kamień Pomorsk, où son père Ireneusz est une figure emblématique du club, ce dernier y ayant joué plus de 600 matchs au poste de gardien de but. Le jeune Adrian est repéré en 2013 par le Pogoń Szczecin, qu'il rejoint cette année-là. C'est avec ce club qu'il commence sa carrière professionnelle, jouant son premier match le 8 mai 2018 face au Śląsk Wrocław, en championnat. Il entre en jeu à la place de Cornel Râpă (en) et son équipe s'incline par deux buts à zéro.
En septembre 2019, il est prêté au Chrobry Głogów qui évolue alors en deuxième division polonaise, afin de gagner en temps de jeu.

### Parme Calcio
Le 27 juin 2021, est annoncé le transfert de Benedyczak au Parme Calcio. Le joueur s'engage pour un contrat courant jusqu'en juin 2025,. Le club évolue alors en Serie B et il fait sa première apparition sous ses nouvelles couleurs le 20 août 2021 contre le Frosinone Calcio, lors de la première journée de la saison 2021-2022. Il entre en jeu à la place de Gennaro Tutino (en) et les deux équipes se neutralisent (2-2). Benedyczak inscrit son premier but pour Parme le 22 septembre 2021 contre le Ternana Calcio, en championnat. Il ne peut toutefois pas permettre à son équipe d'obtenir un résultat, celle-ci s'inclinant par trois buts à un.
Le 7 mai 2023, Benedyczak est l'auteur de son premier doublé pour Parme, lors d'un match de championnat face au Brescia Calcio. Titularisé au poste d'ailier gauche, il donne la victoire à son équipe avec ses deux buts (2-0 score final).
Lors de la saison 2023-2024, Benedyczak participe à la promotion de son équipe en première division, le Parme Calcio étant sacré champion de deuxième division,.
Benedyczak suit toutefois les célébrations de son équipe en étant blessé. Touché à la cheville, il est absent six mois, 191 jours exactement depuis mai 2024, et ne fait son retour dans le groupe que fin octobre 2024.
Il joue alors son premier match de Serie A, la première division italienne, le 4 novembre 2024, contre le Genoa CFC. Il entre en jeu à la place de Valentin Mihăilă et son équipe est battue par un but à zéro. Sa saison est toutefois écourtée une nouvelle fois puisqu'il subit une autre intervention chirurgicale en février 2025 afin de nettoyer sa cheville, qui n'était pas bien rétabli. Il est alors absent pour encore quelques mois.

### En sélection
Adrian Benedyczak est sélectionné avec l'équipe de Pologne des moins de 20 ans pour participer à la coupe du monde des moins de 20 ans en 2019. Lors de ce tournoi organisé dans son pays natal, Benedyczak occupe un rôle de remplaçant derrière Dominik Steczyk le titulaire au poste, mais il joue tout de même quatre matchs, dont un comme titulaire. Il se fait remarquer face à Tahiti, en inscrivant un but, contribuant ainsi à la large victoire de son équipe (5-0). Les jeunes polonais sont cependant éliminés en huitièmes de finale par l'Italie (1-0).
Il joue son premier match avec l'équipe de Pologne espoirs contre l'Arabie saoudite, le 26 mars 2021. Il entre en jeu à la mi-temps et se fait remarquer en inscrivant trois buts pour sa première avec les espoirs, participant ainsi à la large victoire des siens (7-0 score final).
Par la suite, au cours de l'année 2021, il inscrit quatre buts lors des éliminatoires de l'Euro espoirs 2023, avec notamment un doublé face à l'Allemagne où son équipe s'impose largement sur le score de 0-4.
Le 31 août 2023, Adrian Benedyczak est convoqué pour la première fois avec l'équipe nationale de Pologne, par le sélectionneur Fernando Santos mais ne fait aucune apparition lors de ce rassemblement.

## Palmarès
Parme Calcio
- Championnat d'Italie de deuxième division
  - Champion en 2023-2024